# Krásná (Kraslice)
Krásná (do roku 1948 Schönwerth) je vesnice, část města Kraslice v okrese Sokolov v Karlovarském kraji. Nachází se asi 1,5 kilometru západně od Kraslic. Je zde evidováno 51 adres. V roce 2011 zde trvale žilo 106 obyvatel.
Krásná leží v katastrálním území Krásná u Kraslic o rozloze 7,29 km².

## Historie
Osadu založili cisterciáci z klášteru ve Waldsassenu patrně někdy v období let 1184–1274. První písemná zmínka o vesnici pochází z roku 1348, kdy je Krásná uváděna v soupisu vsí prodaných klášterem rytíři Rüdingerovi ze Sparnecku. Německá literatura posouvá první zmínku do roku 1274.
V Krásné měl klášter chmelnice a podíly na horních právech. V době rozmachu dolování na Kraslicku v 17. století je v Horní knize Kraslic uvedeno sedm dolů v Krásné. Řada dalších dolů se nacházela v bezprostředním okolí. Těžily se zde rudy stříbra a olova.
V roce 1785 měla vesnice již školu pod vrchnostenským patronátem, dvojtřídní s 94 žáky v roce 1930.
Roku 1850 se stala Krásná samostatnou obcí. V roce 1934 žilo v obci 1 100 obyvatel, 1 091 německé národnosti, dále zde žili čtyři Češi a pět osob jiných národností. Pod obec spadala osada Zátiší (Ruhstadt) při silnici z Kraslic do Lubů.
Za druhé světové války byl v Krásné jeden ze zajateckých táborů. Bylo v něm umístěno 108 sovětských zajatců.
Územní struktura sídla byla výrazně změněna po poválečném vysídlení německého obyvatelstva. Obec se nepodařilo dosídlit, část zástavby zanikla, významná část domů zůstala neobydlená. Z obce zůstala pouhé torzo. Zbylé zastavěné plochy jsou převážně soustředěny podél jediné páteřní komunikace. Kdysi rozlehlé venkovské sídlo má nyní charakter rozvolněné zástavby podél jediné silniční komunikace. V jižní části převažuje obytná výstavba, na kterou navazují plochy pro zemědělskou výrobu. Severní část tvoří především rekreační objekty.

## Obyvatelstvo
Při sčítání lidu v roce 1921 zde žilo 976 obyvatel, z toho 972 Němců, čtyři byli cizinci. K římskokatolické církvi se hlásilo 967 obyvatel, devět k církvi evangelické.
| Rok                                                          | 1869 | 1880 | 1890 | 1900 | 1910  | 1921 | 1930  | 1950 | 1961 | 1970 | 1980 | 1991 | 2001 | 2011 | 2021 |
| ------------------------------------------------------------ | ---- | ---- | ---- | ---- | ----- | ---- | ----- | ---- | ---- | ---- | ---- | ---- | ---- | ---- | ---- |
| Počet obyvatel                                               | 685  | 734  | 730  | 815  | 1 077 | 976  | 1 100 | 166  | 164  | 151  | 125  | 103  | 104  | 106  | 87   |
| Počet domů                                                   | 72   | 82   | 87   | 102  | 123   | 126  | 154   | 163  | -    | 40   | 34   | 40   | 41   | 41   | 42   |
| Počet domů z roku 1961 je zahrnut v přehledu vesnice Sněžná. |      |      |      |      |       |      |       |      |      |      |      |      |      |      |      |

## Obecní správa
Při sčítání lidu v letech 1869–1959 Krásná byla samostatnou obcí v okrese Kraslice.  Od roku 1960 je částí města Kraslice v okrese Sokolov. V letech 1850–1889 k obci patřila Hraničná.

## Pamětihodnosti
- Kaple Nejsvětější Trojice – původně barokní kaple se sedlovou střechou a hranolovou zvoničkou, jež byla v 19. století upravena. Po druhé světové válce kaple zchátrala, opravena a znovu vysvěcena byla roku 2002.[9]
- Památný strom Lípa v Krásné u Kraslic